# Ha Jin
Jīn Xuěfēi (en chino simplificado: 金雪飞; y en chino tradicional: 金雪飛) nació el 21 de febrero de 1956 en Liaoning, China, y es un escritor con la doble nacionalidad chino-estadounidense. Utiliza como nombre de pluma el pseudónimo de Ha Jin (哈金), como es más conocido internacionalmente. Ha conseguido varios premios de reconocido prestigio como el recibido por la Academia Estadounidense de las Artes y las Ciencias en 2006, el Premio Faulkner en 2005 o el National Book Award en 1999, además de haber sido finalista en los Premios Pulitzer 2005.

## Biografía
Estuvo reclutado durante años en el Ejército de Liberación Popular, estando presente en la Revolución cultural china de 1969, pero abandonó el ejército en 1979 y China en 1984 con destino a Estados Unidos para continuar sus estudios. Ingresó en la Universidad de Brandeis en ese mismo año. En Estados Unidos ha desarrollado toda su carrera profesional docente y artística, escribiendo poesía y novela. La mayor parte de sus relatos los ocupa su China natal, aunque escribe íntegramente en inglés.
También ha escrito relatos que han recibido notables galardones internacionales como el Hemingway Foundation/PEN Award por Ocean of Words, el Flannery O'Connor Award por Under the Red Flag y el Asian American Literary Award por The Bridgegroom. Ha escrito también cuatro novelas: La Espera, que consiguió el National Book Award y el Premio Faulkner; En el estanque; Sombras del pasado; Despojos de Guerra, vencedora también en los Premio Faulkner y finalista del Pulitzer en 2005; y Una vida libre. En septiembre de 2015 apareció una antología de relatos cortos, Una llegada inesperada y otros relatos publicada por Encuentro Ediciones, siendo esta la primera vez que aparecían sus cuentos en español. Dicha antología, compuesta por trece relatos, proceden de tres de sus cuatro colecciones.
Actualmente imparte clases de lengua y literatura inglesas en la Universidad de Boston.

## Premios
- Academia Estadounidense de las Artes y las Ciencias (2006);
- Premio Faulkner (2005);
- Townsend Prize for Fiction (2002);
- Asian American Literary Award (2001);
- Lila Wallace-Reader’s Digest Fellowship (2000-2002);
- Premio Faulkner (2000);
- Guggenheim Fellowship (1999);
- National Book Award (1999);
- Hemingway Foundation/PEN Award (1997);
- Flannery O'Connor Award for Short Fiction (1996)